# Šušinski rajon
Šušinski rajon (azerski: Şuşa rayonu, armenski: Շուշիի շրջան) je jedan od 66 azerbajdžanskih rajona. Šušinski rajon se nalazi na jugu Azerbajdžana. Središte rajona je Šuša. Površina Šušinskog rajona iznosi 289 km².  Šušinski rajon je prema popisu stanovništva iz 2009. imao 28.560 stanovnika, od čega su 13.934 muškarci, a 14.626 žene.
Cijeli rajon je u Prvom ratu u gorskom Karabahu došao pod kontrolu Gorskog Karabaha, a u drugom ratu 2020. je njegov manji dio, uključujući grad Šušu, vraćen pod nadzor Azerbajdžana.